# Ophelia Hoff Saytumah
Ophelia Hoff Saytumah là một chính trị gia ở Liberia. Cô là thị trưởng của thủ đô Monrovia của Liberia. Tổng thống Charles Taylor bổ nhiệm bà vào năm 2001 vào vị trí này. Cô từng là người đứng đầu Cơ quan Du lịch Ophelia  và từng phục vụ trong ban giám đốc của Sân bay Quốc tế Roberts. Sau khi làm thị trưởng, cô trở thành phó chủ tịch của Công ty Dầu Liberia.